# مزيريب (المالكية)
مزيريب(شرك Şirik ) قرية سورية تتبع ناحية مركز المالكية في منطقة المالكية التابعة لمحافظة الحسكة في أقصى شمال شرق سورية. سكانها من الكرد بلغ عددهم 785 نسمة عام 2004.
تقع على بعد 16 كم جنوب شرق  مدينة المالكية  و9 كم غرب نهر دجلة.